# 後藤久美子 (歌手)
後藤 久美子（ごとう くみこ、1956年6月29日 - ）は、日本の歌手。名古屋市生まれ。
1961年8月5日、ニッポン放送主催のCMソングのど自慢コンクールの決戦に名古屋代表として参加し、第1位を受賞した。
1962年、コロムビア・レコードより5歳で歌手デビュー。当時「史上最年少のジャズ歌手」として話題になった。
同年、コニー・フランシスのカバー曲で、中尾ミエや森山加代子らとの競作になった「かわいいベイビー」が大ヒット。
1964年、クラウン・レコードへ移籍。
当時の人気ぶりは、佐藤栄作首相が官邸のパーティーに芸能人を招待した際に、コロムビア・トップ・ライトが「人気のある順からよぶのだったら、久美子ちゃんを第一にチェックすべきだ」と発言したと週刊誌に書かれるほどだったという。
1962年、テレビに出演しているすべてのタレント（アナウンサー、司会者、解説者、CMタレント、歌手、舞台人、映画スター、コメディアン、スポーツマン、演芸人、外国映画出身者、カゲの声出演者）を対象とした「週刊平凡テレビオールスター人気投票」の中間投票で女性タレント第20位になっている。

## シングル

### 1962年
- 大人になりたい / かわいいベイビー
- ちっぽけ保安官 / 三日月インディアン
- あらほんと / バスの停留所
- ペンキぬりたて / 穴あきこうもり傘
- ジングル・ベル / ママがサンタにキッスした

### 1963年
- キャンディ・レディ / チンチン電話
- ボビーに首ったけ / ひとりぼっちじゃいられない
- フルーツカラーのお月さま / シンデレラ・ジョーンズ
- かわいいコイビト / オレンジの夢

### 1964年
- 悲しいトラムペット / サーカス・キッド
- マドロス・キッド / 波止場のお星様
- 青い虹 / 星かげの浜辺で
- 仲よし三人お友達 / みんな一年生

### 1965年
- ママがお出かけした留守に / (片面は佐々木功)

## 10インチ
- 「かわいいベイビー」（1962年8月）

1. かわいいベイビー
2. アイスクリームがお好き
3. 夜空に願いを
4. 大人になりたい
5. ちっぽけ保安官
6. 三日月インディアン
7. あらほんと
8. 小さなお留守番

- 「久美ちゃんの童謡集」（1964年6月15日）

1. 青い眼の人形
2. 雀の学校
3. ままごと
4. キューピーさん
5. 赤い帽子白い帽子
6. 汽車
7. 花かげ
8. かもめの水兵さん
9. 村まつり
10. うさぎとかめ
11. かかし
12. はと
13. 虫の声
14. グッドバイ

## シートブック
- 「クミちゃんの楽しい一日」（1964年10月）

1. サーカスキッド
2. マドロスキッド
3. 悲しいトラムペット
4. 星かげの浜辺で
5. 波止場のお星様
6. 青い虹
7. 赤い帽子白い帽子
8. 青い眼の人形

## CD
- 「後藤久美子ゴールデン☆ベスト」（2012年2月1日 / 規格品番：COCP-37166）

コロムビア時代(1962～63年)全21曲をコンプリートした、初の単独リマスターベスト盤。
1. 大人になりたい
2. かわいいベイビー
3. ちっぽけ保安官
4. 三日月インディアン
5. あらほんと
6. バスの停留所
7. ペンキぬりたて
8. 穴あきこうもり傘
9. ジングル・ベル
10. ママがサンタにキッスした
11. キャンディ・レディ
12. チンチン電話
13. ボビーに首ったけ
14. ひとりぼっちじゃいられない
15. フルーツカラーのお月さま
16. シンデレラ・ジョーンズ
17. かわいゝコイビト
18. オレンジの夢
19. アイス・クリームがお好き
20. 小さなお留守番
21. 夜空に願いを

## テレビドラマ出演
- ごめんねママ（1962年、TBS[5]）
- 特別機動捜査隊 第269話「青い道化師」（1966年、NET）[6]